# Kursächsische Postmeilensäule Aue
Die kursächsische Postmeilensäule Aue gehört zu den Postmeilensäulen, die im Auftrag des Kurfürsten Friedrich August I. von Sachsen durch den Land- und Grenzkommissar Adam Friedrich Zürner in der ersten Hälfte des 18. Jahrhunderts im Kurfürstentum Sachsen errichtet worden sind. Erhalten hat sich nur noch ein Reststück des Schaftes der Distanzsäule, das sich gegenwärtig in Privatbesitz befindet.

## Geschichte
Die Distanzsäule stand ursprünglich auf dem Marktplatz von Aue, unweit des Rathauses, das unmittelbar nach 1900 abgebrochen wurde. Ihr genauer Standort war an der Ecke Lößnitzer Straße/Schwarzwasserbrücke. 1727 war dieser Standort durch Zürners Kondukteur Johann Christian Zschornicke festgelegt worden. Die Säule wurde 1730 aufgestellt und trug 76 Ortsangaben. Nach 1850 wurde die Säule abgebrochen und als Baumaterial verwendet.
Im Dezember 1968 kam ein 20 cm hohes Reststück des Schaftes mit sechs Ortsnamen im Grundstück Schulstraße 3 zum Vorschein. Es wurde ausgebaut und erhielt einen Platz in der damals eingerichteten Dauerausstellung zu den kursächsischen Postmeilensäulen im Schloss Frohburg. Im Jahre 2009 befand sich das Reststück wieder in Privatbesitz.